# Биелке, Стен Карл
Стэн Карл Бьелке, швед. Sten Carl Bielke (14 марта 1709, Стокгольм Швеция — 13 июля 1753) — шведский барон, чиновник, учёный, член риксдага, один из основателей Шведской королевской академии наук.

## Семья
Отец Тью Стенсон Бьелке был шведским бароном, губернатор округа, мать звали Кристина Урсула Турне. Карл потерял отца в возрасте девяти лет, благодаря родственникам ему удалось получить хорошее образование. В 1741 году Бьелке женился на своей двоюродной сестре, баронессе Хельдвиг Марии Брунер; в 1742 году у них родился сын.

## Карьера
Карл получил домашнее образование и начал свою карьеру с должности личного секретаря в Шведской королевской библиотеке. Хорошему для своего времени образованию способствовала его работа библиотекарем. В 1737-м Биелке был приглашен в качестве эксперта в Апелляционный суд Финляндии. В 1740 году он становится судьей Апелляционного суда Турке, а в дальнейшем, в 1746 году — получает вице-авторизацию в президенты.

## Общественная деятельность
2 июля 1739 года группа единомышленников из видных шведских учёных, государственных деятелей и предпринимателей, основала Королевскую Академию Наук. Наряду со своим другом Карлом фон Линеем, одним из её создателей был и Карл Биелке.
В 1744 году, Карл Биелке вместе со своим протеже и учеником Линнея совершил поездку в Санкт-Петербург, вернувшись, он пополнил коллекцию Линнея на 600 семян, которые он получил от директора Ботанического сада, члена Петербургской Академии Наук Георга Сигезбека. Сигезбек одно время был горячим поклонником, но впоследствии превратился в яростного противника Линнея, в 1737 году он издал «Ботанософию» в которой оспаривал открытия Линнея о полах растений.